# Cooperabung
Cooperabung är en ort i Australien. Den ligger i kommunen Port Macquarie-Hastings och delstaten New South Wales, i den sydöstra delen av landet, omkring 320 kilometer nordost om delstatshuvudstaden Sydney. Orten hade 296 invånare år 2016.
Närmaste större samhälle är Port Macquarie, omkring 18 kilometer sydost om Cooperabung. 